# 東広島警察署
東広島警察署（ひがしひろしまけいさつしょ）は広島県警察が管轄する警察署の一つである。

## 所在地
- 広島県東広島市西条昭和町4-11

## 管轄区域
- 東広島市全域

## 沿革
- 1874年4月 第8大区邏卒出張所設置。
- 1877年2月 四日市警察署に改称。
- 1886年6月 竹原警察署四日市分署に降格。
- 1893年12月 西条警察署に昇格。
- 1948年1月 国家地方警察賀茂地区警察署に改称。
- 1954年7月 警察法の改正により広島県西条警察署に改称。
- 1956年10月 河内警察署を統合。
- 2005年2月7日　豊田郡安芸津町が東広島市に編入されたことに伴い竹原警察署より同区域を移管。
- 2005年3月22日 賀茂郡大和町が三原市及び豊田郡本郷町・御調郡久井町と対等合併して改めて発足した三原市に移行したため三原警察署へ同区域を移管。
- 2007年4月1日 広島県東広島警察署に改称。
- 2007年9月3日 署内に広島県警察機動捜査隊東広島分駐隊が発足。

## 交番
- 安芸津交番（東広島市安芸津町三津）
  - 東広島市安芸津町全域
- 川上交番（東広島市八本松飯田2丁目）
  - 東広島市八本松町のうちの篠・正力・米満、八本松飯田1～9丁目、八本松東1～6丁目
- 黒瀬交番（東広島市黒瀬町菅田）
  - 東広島市黒瀬町のうちの市飯田・大多田・兼沢・兼広・上保田・川角・切田・菅田・津江・楢原・丸山、黒瀬春日野1~2丁目、黒瀬切田が丘1～3丁目、黒瀬桜ヶ丘1丁目、黒瀬楢原北1～3丁目、黒瀬楢原西1～2丁目、黒瀬楢原東1～3丁目、黒瀬松ヶ丘
- 河内交番（東広島市河内町中河内）
  - 東広島市河内町のうちの宇山・小田・上河内・河戸・下河内・戸野・中河内
- 西条駅前交番（さいじょうえきまえ、東広島市西条本町）
  - 東広島市西条町のうちの西条・助実・土与丸・御薗宇（国道2号以北）・吉行、西条朝日町、西条大坪町、西条岡町、西条上市町、西条御条町、西条栄町、西条昭和町、西条末広町、西条中央1～3丁目、西条土与丸1～6丁目、西条本町、西条吉行東1～2丁目
- 寺西交番（東広島市西条町寺家）
  - 東広島市西条町のうちの西条東・寺家、西条西本町、西条東北町
- 西高屋交番（東広島市高屋町中島）
  - 東広島市高屋町全域、高屋うめの辺、高屋台1～2丁目、高屋高美が丘1～9丁目
- 八本松交番（東広島市八本松西3丁目）
  - 東広島市八本松町のうちの飯田（上組・下組・八本松）・原（上曽場・宮西）・宗吉、八本松東7丁目、八本松南1～8丁目、八本松西1～7丁目
- 広大前交番（東広島市鏡山北）
  - 東広島市西条町のうちの馬木・大沢・上三永・郷曽・下見・下三永・田口・福本・御薗宇（国道2号以南）・森近、鏡山1～3丁目、鏡山北、西条下見5～7丁目、西条中央4～8丁目、田口研究団地、西大沢1～2丁目、三永1～3丁目

## 警察官駐在所
- 志和堀警察官駐在所（東広島市志和町志和堀）
  - 東広島市志和町のうちの内・志和西（植木・善正寺・八条・松原・湯谷）・志和東・志和堀
- 豊栄警察官駐在所（東広島市豊栄町鍛冶屋）
  - 東広島市豊栄町全域

※2007年3月23日豊栄交番から変更。
- 西志和警察官駐在所（東広島市志和町七条糀坂）
  - 東広島市志和町のうちの奥屋・冠・七条糀坂・志和西（植木・善正寺・八条・松原・湯谷を除く）・別府、志和流通
- 入野警察官駐在所（東広島市河内町入野）
  - 東広島市河内町のうちの入野、入野中山台1～5丁目、河内臨空団地
- 原警察官駐在所（東広島市八本松町原）
  - 東広島市八本松町のうちの原（上曽場・宮西を除く）・吉川、吉川工業団地
- 福富駐在所（ふくとみ、東広島市福富町久芳〔くば〕）
  - 東広島市福富町全域
- 柳国警察官駐在所（東広島市黒瀬町宗近柳国）
  - 東広島市黒瀬町のうちの小多田・国近・乃美尾・南方・宗近柳国、黒瀬学園台

## 事件
- 東広島市女性暴行死事件 - 現在も無実を訴えて再審請求中。
- 志和堀村両親殺害事件